# Belvoir (Leicestershire)
Belvoir – wieś w Anglii, w hrabstwie Leicestershire, w dystrykcie Melton. Leży 37 km na północny wschód od miasta Leicester i 160 km na północ od Londynu.
W miejscowości znajduje się zamek, będący jedną z siedzib rodowych książąt Rutland. 
W 1618 roku miał tu miejsce proces 6 kobiet, oskarżonych o uprawianie czarów, w wyniku których miało rzekomo zachorować i umrzeć kilkoro członków rodziny hrabiego Francisa Mannersa. Dwie z nich stracono, jedna zmarła w wyniku zakrztuszenia się pokarmem w więzieniu, losy pozostałej trójki pozostają nieznane.